# Saltgrävare
Saltgrävare (Dyschirius chalceus) är en skalbaggsart som beskrevs av Wilhelm Ferdinand Erichson 1837. Saltgrävare ingår i släktet Dyschirius, och familjen jordlöpare. Enligt den svenska rödlistan är arten starkt hotad i Sverige. Arten förekommer på Gotland, Öland och Götaland. Artens livsmiljö är havsstränder, våtmarker, jordbrukslandskap, stadsmiljö.